# Кемпфельбах
Кемпфельбах (нем. Kämpfelbach) — община в Германии, районный центр, расположен в земле Баден-Вюртемберг.
Подчиняется административному округу Карлсруэ. Входит в состав района Энц. Население составляет 6208 человек (на 31 декабря 2010 года). Занимает площадь 13,64 км².